# Persone di cognome Ferreira
| Questa pagina contiene informazioni ricavate automaticamente dalle voci biografiche con l'ausilio del template Bio e di un bot. L'aggiornamento è periodico e automatico e ricostruisce completamente la pagina. Se manca una persona in questa lista, sei pregato di non aggiungerla, ma accertati piuttosto che la sua voce biografica contenga il template Bio e che i dati anagrafici siano correttamente compilati. Se il template Bio manca, inseriscilo tu stesso o, in alternativa, metti l'avviso {{tmp\|Bio}} che ne segnala la mancanza. Se i dati riportati sono sbagliati, correggi direttamente la voce biografica; le modifiche saranno visibili in questa lista entro pochi giorni. Per chiarimenti vedi il progetto antroponimi. La lista contiene solo le 57 persone che sono citate nell'enciclopedia e per le quali è stato implementato correttamente il template Bio. Pagina aggiornata al 23 apr 2025. |

Questa è una lista di persone presenti nell'enciclopedia che hanno il cognome Ferreira, suddivise per attività principale.

## Allenatori di calcio(3)
- Guto Ferreira, allenatore di calcio brasiliano (Piracicaba, n. 1965)
- Jesualdo Ferreira, allenatore di calcio portoghese (Mirandela, n. 1946)
- Zé Maria, allenatore di calcio e ex calciatore brasiliano (Oeiras, n. 1973)

## Allenatori di tennis(1)
- Wayne Ferreira, allenatore di tennis e ex tennista sudafricano (Johannesburg, n. 1971)

## Artisti marziali misti(2)
- Cézar Ferreira, artista marziale misto brasiliano (San Paolo, n. 1985)
- Joaquim Ferreira, artista marziale misto brasiliano (Belo Horizonte, n. 1981)

## Attori(1)
- Louis Ferreira, attore portoghese (Terceira, n. 1967)

## Attrici(1)
- Barbie Ferreira, attrice e modella statunitense (New York, n. 1996)

## Calciatori(32)
- Bigode, calciatore brasiliano (Belo Horizonte, n. 1922 - Belo Horizonte, † 2003)
- Douglão, ex calciatore brasiliano (Dois Vizinhos, n. 1986)
- Eusébio, calciatore portoghese (Lourenço Marques, n. 1942 - Lisbona, † 2014)
- Armando Ferreira, calciatore portoghese (Barreiro, n. 1919 - † 2005)
- Brian Ferreira, calciatore argentino (Buenos Aires, n. 1994)
- Cristian Ferreira, calciatore argentino (Córdoba, n. 1999)
- Douglas Mineiro, calciatore brasiliano (Nova Era, n. 1993)
- Eduardo Ferreira, ex calciatore brasiliano (Rio de Janeiro, n. 1983)
- Erivaldo, calciatore portoghese (Aveiro, n. 1994)
- Evanílson, ex calciatore brasiliano (Diamantina, n. 1975)
- Flávio Ferreira, ex calciatore portoghese (Nogueira do Cravo, n. 1991)
- Francisco Ferreira, calciatore portoghese (Guimarães, n. 1919 - Lisbona, † 1986)
- Fábio Ferreira, ex calciatore portoghese (Barreiro, n. 1989)
- Jesús Ferreira, calciatore colombiano (Santa Marta, n. 2000)
- Joe Ferreira, calciatore statunitense (Fall River, n. 1916 - Fall River, † 2007)
- José Nadson Ferreira, ex calciatore brasiliano (Ubaitaba, n. 1984)
- Jurani Francisco Ferreira, calciatore brasiliano (Cavalcante, n. 1996)
- Leonardo Ferreira, calciatore brasiliano (Fortaleza, n. 1988)
- Manuel Ferreira, calciatore argentino (Trenque Lauquen, n. 1905 - Barcellona, † 1983)
- Marco Antonio Almeida Ferreira, ex calciatore brasiliano (n. 1965)
- Mateus Sarará, calciatore brasiliano (Porto Alegre, n. 2002)
- Nelson Ferreira, ex calciatore portoghese (Interlaken, n. 1982)
- Paulo Ricardo Ferreira, calciatore brasiliano (Laguna, n. 1994)
- Rodi Ferreira, calciatore paraguaiano (Concepción, n. 1998)
- Tadeu Ferreira, calciatore brasiliano (Joaquim Távora, n. 1992)
- Virgilio Ferreira, ex calciatore paraguaiano (Atyrá, n. 1973)
- Iranildo, ex calciatore brasiliano (Igarassu, n. 1976)
- Ivair Ferreira, calciatore brasiliano (Bauru, n. 1945 - San Paolo, † 2024)
- José Leandro Ferreira, ex calciatore brasiliano (Cabo Frio, n. 1959)
- Luizinho, ex calciatore brasiliano (Nova Lima, n. 1958)
- Thiago Heleno, calciatore brasiliano (Sete Lagoas, n. 1988)
- Toninho Guerreiro, calciatore brasiliano (Bauru, n. 1942 - San Paolo, † 1990)

## Cantautrici(1)
- Sky Ferreira, cantautrice, modella e attrice statunitense (Los Angeles, n. 1992)

## Conduttrici televisive(1)
- Cristina Ferreira, conduttrice televisiva e giornalista portoghese (Torres Vedras, n. 1977)

## Gesuiti(1)
- Cristóvão Ferreira, gesuita e missionario portoghese (Torres Vedras, n. 1580 - Nagasaki, † 1650)

## Giocatori di calcio a 5(1)
- Murilo Ferreira, giocatore di calcio a 5 brasiliano (San Paolo, n. 1989)

## Giuristi(1)
- Benigno Ferreira, giurista e politico paraguaiano (Limpio, n. 1846 - Asunción, † 1920)

## Imprenditori(1)
- Mário Ferreira, imprenditore portoghese (Matosinhos, n. 1968)

## Nuotatori(2)
- Fabiano Ferreira, nuotatore artistico brasiliano (n. 1998)
- Teófilo Ferreira, ex nuotatore brasiliano (Belo Horizonte, n. 1973)

## Pallavoliste(1)
- Fernanda Ferreira, ex pallavolista brasiliana (Rio de Janeiro, n. 1980)

## Pallavolisti(1)
- Alexandre Ferreira, pallavolista portoghese (Seia, n. 1991)

## Poeti(1)
- António Ferreira, poeta e drammaturgo portoghese (Lisbona, n. 1528 - Lisbona, † 1569)

## Sciatori freestyle(1)
- Alex Ferreira, sciatore freestyle statunitense (Aspen, n. 1994)

## Scrittori(2)
- Daniel Ferreira, scrittore colombiano (San Vicente de Chucurí, n. 1981)
- Vergílio Ferreira, scrittore, saggista e filosofo portoghese (Gouveia, n. 1916 - Lisbona, † 1996)

## Surfisti(1)
- Ítalo Ferreira, surfista brasiliano (Baía Formosa, n. 1994)

## Taekwondoka(1)
- Júlio Ferreira, taekwondoka portoghese (São José de São Lázaro, n. 1994)

## Tennisti(1)
- Ellis Ferreira, ex tennista sudafricano (Pretoria, n. 1970)